# 緬因州第二國會選區
緬因州第二國會選區（英語：Second Congressional District of Maine）是美国缅因州兩個國會選區之一，始於1820年。占地範圍達面积27,326平方英里（70,770平方公里），占该州陆地总面积的近80％。它是密西西比河以東面積最大的選區與第24个最大的整体，也是美国第二大农村地区，其72.11％的人口在农村地区，只在肯塔基州的第五届国会区之後。该区包括波特兰和奥古斯塔大都市区北部的大部分土地。它包括班戈、劉易斯頓、奧本、和普雷斯克艾爾。
该区的聯邦眾議員目前為民主黨籍的賈里德·戈爾登。

## 近期选举结果
|      | 民主党 | 賈里德·戈爾登         | 128,999 | 45.5% | + 11,541 | 139,231 | 50.53% |
|      | 共和黨 | 布魯斯·波利昆（現任） | 131,631 | 46.4% | + 7,120  | 136,326 | 49.47% |
|      | 無黨籍 | Tiffany Bond          | 16,260  | 5.7%  | - 16,260 | 淘汰    | 淘汰   |
|      | 無黨籍 | Will Hoar             | 6,753   | 2.4%  | 淘汰     | 淘汰    |        |
| 總計 | 總計   | 總計                  | 總計    | 總計  | 總計     | 275,557 | 100%   |